# Nemocnice Ma'ajnej ha-ješua

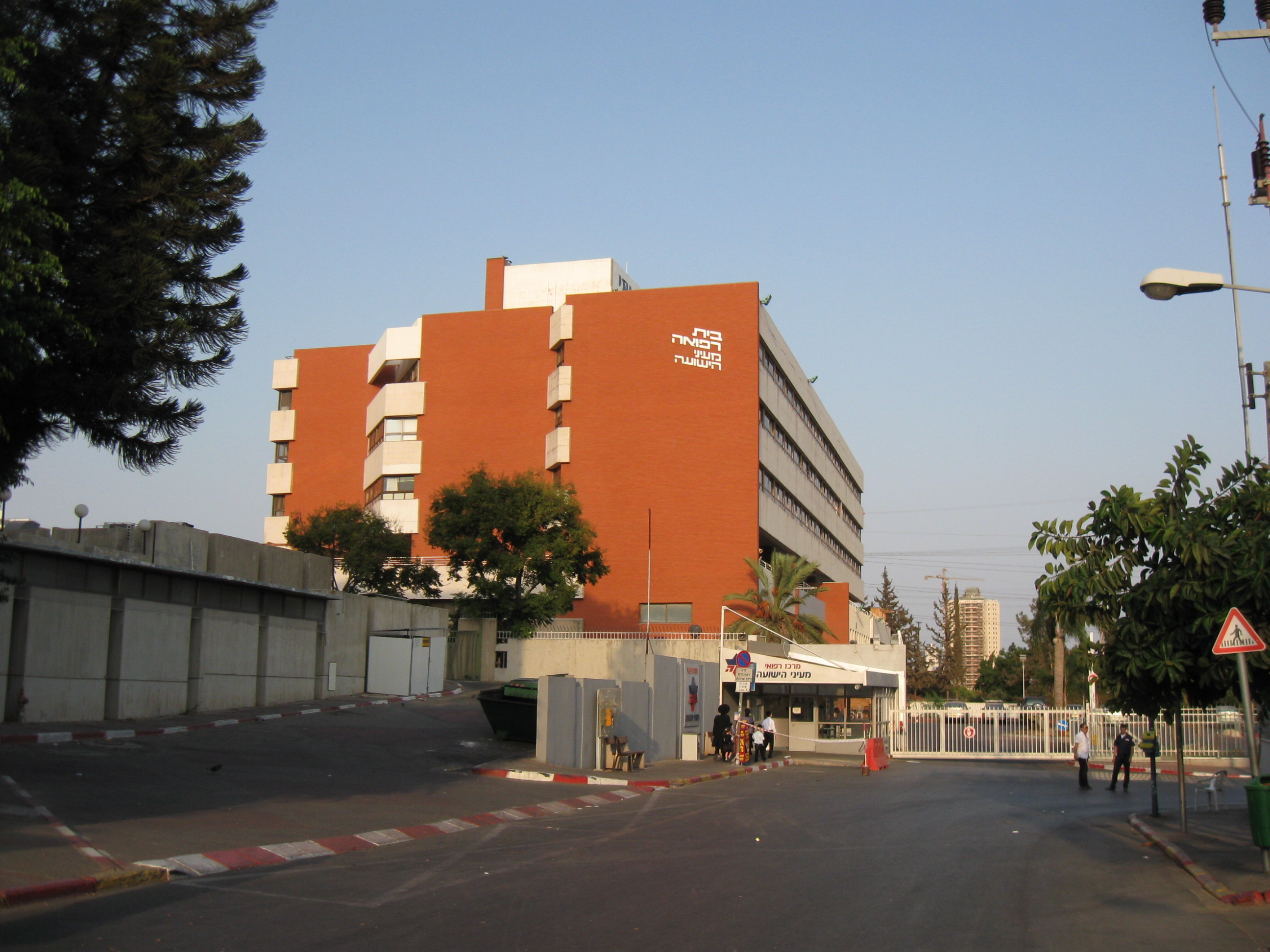
Budova nemocnice

Nemocnice Ma'ajanej ha-ješua (hebrejsky מרכז רפואי מעיני הישועה‎, Merkaz refu'i Ma'ajnej ha-ješua, doslova Zdravotní centrum Ma'ajanej ha-ješua - Prameny spásy, anglicky: Mayanei HaYeshua Medical Center) je nemocnice na východním okraji města Bnej Brak v Izraeli.

## Geografie
Leží v nadmořské výšce cca 40 metrů na východním okraji města Bnej Brak, cca 7 kilometrů od pobřeží Středozemního moře. Na východě ji míjí dálnice číslo 4.

## Popis
Vznikla roku 1990. Na jejím vzniku se podílel Moše Rothschild. Počáteční peníze na zřízení nemocnice poskytl Jehošua Frischwasser. Z jeho jména je odvozen i název nemocnice (ma'ajan znamená pramen). Nemocnice má 700 zaměstnanců. Probíhá rozšíření areálu o dvanáctipodlažní novou budovu. Ředitelem ústavu je Geršon Lieder.